# Fuchsia insignis
Fuchsia insignis är en dunörtsväxtart som beskrevs av William Botting Hemsley. Fuchsia insignis ingår i släktet fuchsior, och familjen dunörtsväxter. Inga underarter finns listade i Catalogue of Life.